# The Big Punch
The Big Punch – amerykański film z 1921 roku w reżyserii Johna Forda.

## Obsada
- Buck Jones
- Barbara Bedford
- Jack Curtis
- George Siegmann